# 天橋 (電視劇)
《天橋》是香港亞洲電視製作的電視劇，於1987年11月24日首播。本劇由王心慰監製，盧榮光故事編審，劇名《天橋》是指模特兒走秀的伸展台，揭示模特兒行業的真貌。
在《天橋》一劇中每個模特兒都有著自己選擇這份職業的原因，因為工作而促成了主角們之間的戀情，各人當中充滿歡樂感動亦有難以解決的愛怨糾葛與現實考驗，另外主角們各自的家庭也是本劇探討的重點。

## 演員表
- 林偉 飾 唐威
- 林其欣 飾 Joyce（ 胡碧芝）
- 黎劍星 飾 湯志達
- 馮頌儀 飾 Ann
- 朱慧珊 飾 Cathy
- 秦蔚文 飾 Janet
- 陳百燊 飾 李立斌
- 曾美玲 飾 Maggie
- 羅敏玲 飾 Dora
- 張碧兒 飾 唐蕾（ Betty )
- 伍永森 飾 唐標
- 江漢 飾 李國亨
- 梁舜燕 飾 羅淑慈
- 駱達華 飾 山羊
- 熊德誠 飾 程浩文
- 安德尊 飾 何少松
- 馮素波 飾 劉瑞芳
- 譚少英 飾 孫綺霞
- 姜漢文 飾 William
- 馮真 飾 胡太( Joyce 母親）